# Diversidad sexual en los pueblos precolombinos
La diversidad sexual en los pueblos precolombinos es poco conocida debido a que históricamente ha sido un tema objeto de la censura homofóbica. Dada la cercanía de los conquistadores españoles a la Iglesia católica, que considera la homosexualidad como un pecado, fue una práctica prohibida y sancionada desde los inicios de la conquista de América. A pesar de que los misioneros y colonizadores europeos definían comúnmente a los amerindios como culturas primitivas sin un orden social claramente establecido, permitiendo así conductas promiscuas calificadas como herejías por las autoridades eclesiásticas de la época, muchas sociedades indígenas castigaban fuertemente el adulterio (incluso si era permitida la poligamia), la violación, la prostitución, el incesto y la pedofilia, no así la homosexualidad como un acto entre adultos y por mutuo consentimiento.
En la mayoría de las culturas donde se toleraba socialmente las prácticas homosexuales no existía ningún tipo de unión entre ellos. Si bien el matrimonio en la América precolombina se encontraba establecido mayoritariamente entre personas del sexo opuesto, en algunas culturas existieron también algunas uniones entre dos personas de sexo biológico masculino, donde una de ellas era considerada con una identidad de género diferente, como es el caso de los denominados dos espíritus, quienes además podían poseer una autoridad religiosa.

## América del Norte
Los mayas eran relativamente tolerantes con la homosexualidad. Se sabe de fiestas sexuales entre los mayas que incluían el sexo homosexual.
La sociedad maya consideraba la homosexualidad preferible al sexo prematrimonial heterosexual, por lo que los nobles conseguían esclavos sexuales para sus hijos.
Por otro lado los mexicas o aztecas parecen haber integrado la homosexualidad, ya que algunos de sus rituales públicos tenían tintes homoeróticos. Así, por ejemplo, adoraban a la diosa Xochiquétzal, que bajo su aspecto masculino, con el nombre de Xochipilli, protegía la prostitución masculina y la homosexualidad. El que Xochipilli fuera invocado como patrón de los homosexuales y prostitutos masculinos nos da la idea de que pudieron existir rituales completamente homoeróticos, o incluso un sacerdocio y liturgia completamente homosexual. 
Algunos eruditos modernos creen que los mexicas eran intolerantes con la homosexualidad; lo que es cierto es que todas las afirmaciones contra las diversidades sexuales son recogidas después de la invasión española, y solamente escritas en las fuentes españolas. No hay ningún documento realmente mexica, (es decir, anterior a la conquista); que hable en contra de la diversidad sexual, es posible que mucho de lo que ignoremos sobre el asunto fue llevado al fuego por los misioneros y soldados españoles que consideraban la sodomía un pecado.[cita requerida]
Durante siglos ha sido borrado de los libros de historia las condiciones sociales de los habitantes de América mucho antes de la llegada de los europeos, entre ellas, las prácticas homosexuales que eran toleradas y formaban parte de la vida diaria. La cultura de los 'dos espíritus' en Norteamérica fue una de las primeras costumbres que los europeos trataron de destruir y desaparecer de la historia. Antes de la colonia, los nativos americanos reconocían 5 géneros, y utilizaban el término "gente de dos espíritus" antes de las imposiciones morales cristianas que llegaron con la Conquista.

## Centroamérica y el Caribe
Antes de la llegada de los europeos al continente americano, los nativos o indígenas en Centroamérica, las islas del Caribe y Norteamérica, los homosexuales eran considerados frecuentemente como seres especiales, mágicos, dotados de poderes sobrenaturales cuya cercanía era augurio de buena suerte.
El cronista Gonzalo Fernández de Oviedo relata que había indígenas que acostumbraban para buscar protección y ayuda divina «traer por joyel un hombre sobre otro en aquel acto de Sodoma, hecho de oro de relieve». La institución del berdache (hombre-mujer), mago y chamán, en muchas tribus de Norteamérica, así como los ejemplos escultóricos que han quedado de las culturas mesoamericanas, indican una tolerancia o aprecio de las prácticas homosexuales similar a las del mundo mediterráneo precristiano o las de la India clásica. También se tienen referencias sobre uniones homosexuales en Norteamérica. Por ejemplo, entre las sociedades americanas nativas, han tomado la forma de relaciones con personas de dos-espíritus. En ellas un hombre de la tribu, que de joven demostraba características del género femenino, asumía las obligaciones de este género con todas sus responsabilidades. Este hombre era considerado parte de una tercera sexualidad, ni hombre, ni mujer, y tratado como esposa por el hombre en la tribu que elegía unirse a él en una ceremonia similar a las uniones heterosexuales celebradas en estas tribus. Las personas dos-espíritus también eran respetadas como chamanes místicos. Con la expansión de las religiones monoteístas el concepto matrimonial entre personas del mismo sexo desapareció en el siglo XIX y principios del siglo XX.

## América del Sur

### Ecuador preincaico

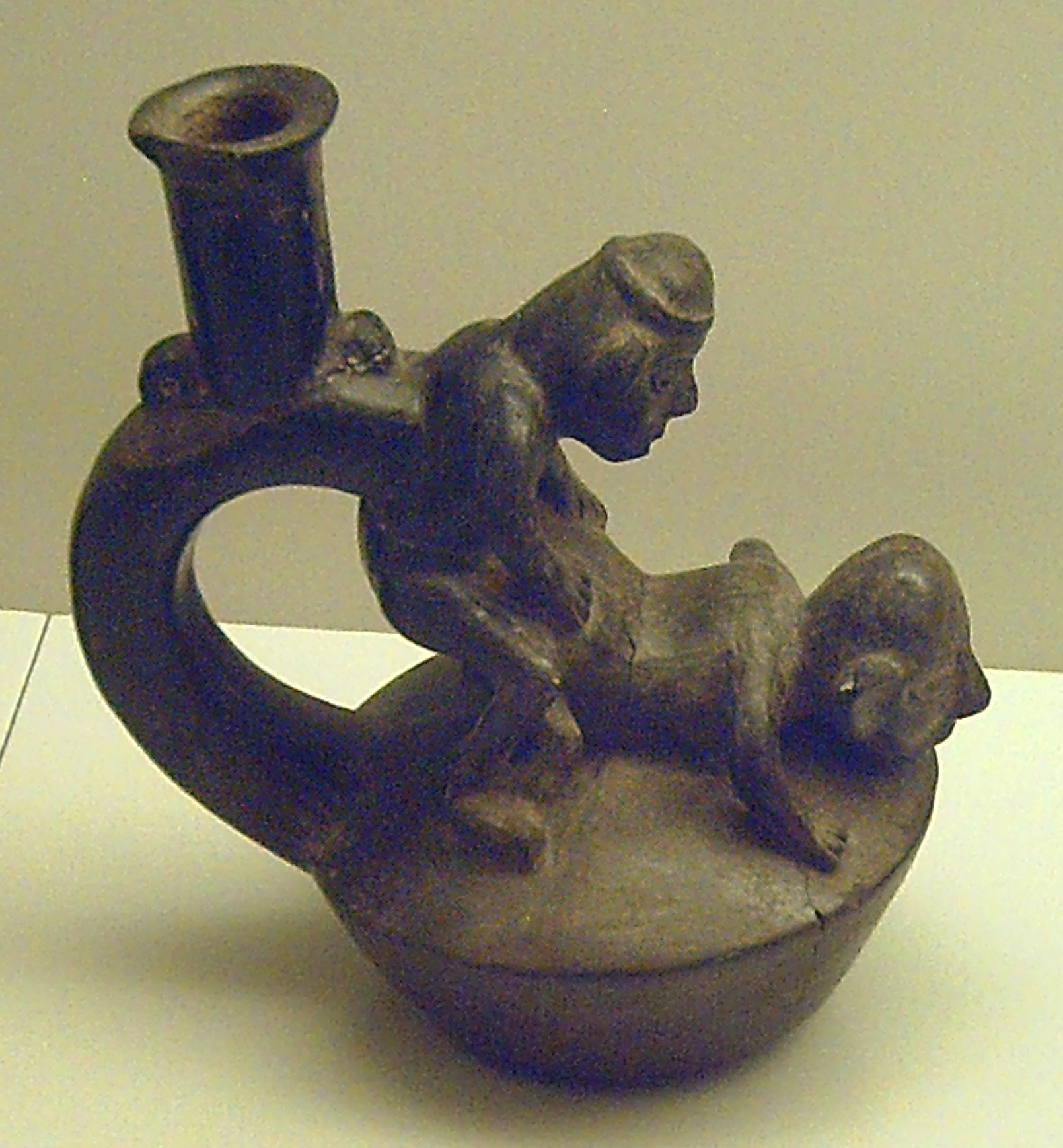
Vasija (huaco) chimú representando una escena de sexo anal homosexual.

Según estudios antropológicos, en Ecuador los nativos distinguían divinidades masculinas y femeninas, Dios Sol, Dios Luna, Madre Tierra, Madre Naturaleza y Padre Volcán respetaban la bisexualidad. Según las leyes y creencias de estos aborígenes, para ser chamán de una tribu era necesario ser homosexual, lo cual implicaba sabiduría, la representación de lo masculino y femenino en un solo ser.

### Culturas mochica y chimú
En las culturas mochica y chimú del norte del Perú, la homosexualidad habría sido percibida con normalidad, a juzgar por su abundante cerámica. Es importante destacar que un 40 % de los ceramios (denominados localmente «huacos») representan relaciones que se pueden interpretar como homosexuales.

### Imperio incaico
De acuerdo con el cronista Pedro Cieza de León, a diferencia del resto del Imperio incaico, la práctica de la homosexualidad era tolerada en el norte (Chinchaysuyo) e incluso considerada un acto de culto, existiendo un prostíbulo masculino que atendía a las necesidades de la tropa. A estos servidores sexuales se les conocía como pampayruna.

Cada templo o adoratorio principal tiene un hombre, dos o más según el ídolo, los cuales andan vestidos como mujeres, y con estos casi por vía de santidad y religión tienen su ayuntamiento carnal los señores y principales.
Crónica del Perú

Asimismo, los incas tenían una consideración particular con las lesbianas a quienes denominaban holjoshta. El inca Capac Yupanqui tenía una admiración muy especial hacia estas mujeres.
Sin embargo, en el centro y sur del imperio los incas castigaban severamente la homosexualidad. El cronista Martín de Murúa comentó en su Historia general del Perú, que el inca Lloque Yupanqui castigaba «con grandísima severidad los pecados públicos –hurtar, matar– y sodomía, por los cuales acotaba, desorejaba, desnarigaba y ahorcaba, y a los nobles y principales cortaba el cuello o rasgaba la camiseta».
El Inca Garcilaso de la Vega relata en sus Comentarios reales de los incas que la homosexualidad en el Imperio incaico estaba prohibida y que los «sodomitas» eran perseguidos y quemados vivos.

Habían hallado que había algunos sodomitas, no en todos los valles, sino en cual y cual, ni en todos los vecinos en común, sino en algunos particulares que en secreto usaban aquel mal vicio... El inca holgó con la relación de la conquista... Y en particular mandó que con gran diligencia se hiciese pesquisa de los sodomitas y en pública plaza quemasen vivos los que hallasen no solamente culpados sino iniciados, por poco que fuese... asimismo quemasen sus casas y las derribasen por tierra y quemasen los árboles de sus heredades, arrancándolos de raíz... y pregonasen por ley inolvidable que de allí en adelante se guardasen de caer en semejante delito, so pena que por el pecado de uno sería asolado todo su pueblo y quemados todos sus moradores en general.
Comentarios reales de los incas

Por su parte, Cieza de León comentó en su Crónica del Perú que los incas castigaban a quienes practicaran la homosexualidad: «aborrecían a los que lo usaban, teniéndolos en poco como a viles apocados y que si por ellos era sabido de alguno que tal pecado hubiese cometido lo castigaban con tal pena que fuese señalado y conocido entre todos».

### Cultura aymara
El caso de los aymaras, los homosexuales eran considerados frecuentemente como seres especiales, mágicos, dotados de poderes sobrenaturales, reconocidos por sus poderes para ser chamanes.

### Cultura mapuche
Existe registro de la homosexualidad en la cultura mapuche (habitantes de los actuales territorios en Chile y Argentina), de la presencia de machis hombres homosexuales (una especie de chamanes), que si bien eran aceptados por toda la sociedad como tales, permanecían solteros durante toda su vida.

### Indígenas del Amazonas
El caso de los indígenas del Amazonas, como los chané chiriguanos practican también la homosexualidad. Pues se dice que cuando existía infidelidad de parte de la mujer estos abandonaban a su cónyuge. Ser hombre activo homosexual no era considerado malo, ser pasivo lo consideraban malo, es decir, que estar en el papel de la mujer significaba una ofensa. Tomarse la mano entre dos hombres era un signo de amistad y fraternidad.